# Dimorphostylis colefaxi
Dimorphostylis colefaxi är en kräftdjursart som beskrevs av Hale 1945. Dimorphostylis colefaxi ingår i släktet Dimorphostylis och familjen Diastylidae. Inga underarter finns listade i Catalogue of Life.